# 아케자와 에미
아케자와 에미(朱沢江珠)는 파이터 바키의 등장인물이다. 한국판명은 나수진. 성우는 히노 유리카/차명화.

## 소개
한마 바키의 친 어머니.